# 维克托·帕察耶夫
维克托·伊万诺维奇·帕察耶夫（俄语：Ви́ктор Ива́нович Паца́ев，羅馬化：Viktor Ivanovich Patsayev，1933年6月19日—1971年6月29日）是一位苏联宇航员，是苏联第25位宇航员，世界第53位宇航员。他参与了人类首次对接空间站的联盟11号任务，但在返回时因失压死亡:207-212。

## 宇航员生涯
维克托·帕察耶夫于1933年6月19日出生于苏联哈萨克苏维埃社会主义共和国阿克纠宾斯克州阿克纠宾斯克（今属于哈萨克斯坦共和国阿克托别州阿克托别）。1950年于加里宁格勒州的高中毕业，然后进入奔萨工业学院学习。1955年大学毕业后进入苏联中央气象台工作，期间参与了气象探空火箭的研发。1958年进入第一实验设计局（ОКБ-1）工作。1968年5月，他以测试工程师的身份被选拔进入宇航员队伍。1970年年中，他被选入人类第一个民用空间站礼炮1号的第三批乘组:204-205。
1971年4月，联盟10号发射。该任务原计划与礼炮1号空间站对接并驻留30天，实现人类首次对接空间站的突破，但最终因飞船的对接结构在软连接时承受了超出其承受能力的振动而损坏，最终对接失败，飞船提前返回地球:205-208。同年6月6日，作为礼炮1号第二批载人任务的联盟11号发射，乘坐飞船的除测试工程师维克托·帕察耶夫外，还有指令长格奥尔基·多布罗沃尔斯基、飞行工程师弗拉季斯拉夫·沃尔科夫。由于此前人员调动，联盟11号的三位宇航员作为一个完整乘组的训练时长只有4个月，且三人中只有沃尔科夫此前执行过载人飞船飞行任务，尽管如此，他们还是圆满完成了任务。6月7日，联盟11号飞船在礼炮1号前端对接口成功对接，三名宇航员进入空间站生活与工作，成为首批进入空间站驻留的人类。在联盟11号任务中，三名宇航员共飞行了23天，打破了联盟9号此前创下的18天的纪录。6月29日，联盟11号飞船与空间站分离。6月30日凌晨，飞船再入大气层，但经过黑障区后地面再也没有和宇航员们取得联系。莫斯科时间2时16分，飞船着陆于哈萨克中部卡拉干达州的卡拉扎尔，救援队伍到达并打开返回舱时发现三名宇航员均已死亡:208-210。
由于苏联官方并未及时发布三名宇航员的死因，西方学者一度怀疑事故是与失重有关:245-247。事后调查发现，在联盟11号的返回舱与轨道舱分离时，返回舱内两个用于通风或压力平衡的阀门被打开，造成舱内失压，三名宇航员可能因漏气声发现了异常，但因舱内气压在短时间内降为真空，宇航员还没来得及自救便陷入昏迷，随后均因失压而牺牲:210-212:218-234。联盟11号事故是唯一一次宇航员在太空中死亡的事故。此后苏联所有宇航员停训，礼炮1号的剩余对接任务被取消，直至燃料耗尽后于1971年10月坠毁。苏联在此之后发射了宇宙496号飞船，两年后发射了联盟12号载人飞船，其主要任务均为测试舱内宇航服:212-218。
维克托·帕察耶夫与另外两名乘组成员格奥尔基·多布罗沃尔斯基、弗拉季斯拉夫·沃尔科夫均于牺牲当日被追授苏联英雄、列宁勋章，骨灰安放于莫斯科红场。

### 太空任务总计
| # | 发射载具 | 发射时间（UTC）      | 返回载具 | 着陆时间（UTC）       | 时长总计     | 舱外活动次数 | 舱外活动时长 |
| - | -------- | -------------------- | -------- | --------------------- | ------------ | ------------ | ------------ |
| 1 | 联盟11号 | 1971年6月6日04时55分 | 联盟11号 | 1971年6月29日23时16分 | 23日18时21分 | 0            | 0            |
|   |          |                      |          |                       | 23日18时21分 | 0            | 0            |

## 荣誉与纪念
- 苏联英雄（1971年6月30日，追授）[8]
- 列宁勋章（1971年6月30日，追授）[8]
- 雕塑《倒下的宇航员》[9]

### 命名的天体
- 小行星1791[10]
- 帕特萨耶夫环形山[11]